# Deceived Slumming Party
Deceived Slumming Party é um filme mudo de 1908, do gênero comédia em curta-metragem norte-americano, dirigido por D. W. Griffith.

## Elenco
- Edward Dillon
- D.W. Griffith
- George Gebhardt
- Charles Inslee
- Anthony O'Sullivan
- Mack Sennett
- Harry Solter